# Gazzaniga (Lombardei)
Gazzaniga (Gagieniga auf Lombardisch) ist eine italienische Gemeinde (comune) in der Provinz Bergamo in der Region Lombardei mit 4923 Einwohnern (Stand 31. Dezember 2023).

## Geographie
Gazzaniga liegt 15 km nordöstlich der Provinzhauptstadt Bergamo und 60 km nordöstlich der Metropole Mailand.
Die Nachbargemeinden sind Albino, Aviatico, Cene, Cornalba, Costa Serina, Fiorano al Serio und Vertova.

## Geschichte
Spuren menschlichen Lebens in der Gegend um Gazzaniga lassen sich bis zur Bronzezeit zurückverfolgen. Erstmals wird eine Gemeinde im Jahr 476 erwähnt, als der Barbaren-Herrscher Odoaker es eroberte. Im Jahr 1397 wurde der Ort von den Ghibellinen zerstört, ehe nur ein Jahr später die Guelfen das Dorf brandschatzten. Später gehörte Gazzaniga zur Republik Venedig.

## Söhne und Töchter
- Marco Bordogni (1789–1856), Opernsänger (Tenor)
- Franco Cuter (1940–2019), römisch-katholischer Ordensgeistlicher, Bischof von Grajaú in Brasilien
- Luigi Bonazzi (* 1948), römisch-katholischer Geistlicher, Erzbischof und Diplomat des Heiligen Stuhls
- Paolo Lanfranchi (* 1968), Radrennfahrer
- Giuseppe Guerini (* 1970), Radrennfahrer
- Paolo Rudelli (* 1970), römisch-katholischer Geistlicher, Erzbischof und Diplomat des Heiligen Stuhls
- Fabio Pasini (* 1980), Skilangläufer
- Pietro Guerini (* 1982), Grasskiläufer
- Glenda Adami (* 1984), Grasskiläuferin
- Rosario Martinelli (1941–2013), Fußballspieler (FC Zürich)